# 第41回ボストン映画批評家協会賞
41st BSFC Awards

2020年12月13日

作品賞: 

ノマドランド
第41回ボストン映画批評家協会賞（だい41かいボストンえいがひひょうかきょうかいしょう）は2020年の映画を対象としており、2020年12月13日に受賞者が発表された。

## 受賞一覧

### 作品賞
- 『ノマドランド』

### 監督賞
- クロエ・ジャオ - 『ノマドランド』

### 主演男優賞
- アンソニー・ホプキンス - 『ファーザー』

### 主演女優賞
- シドニー・フラニガン - 『17歳の瞳に映る世界』

### 助演男優賞
- ポール・レイシー - 『サウンド・オブ・メタル 〜聞こえるということ〜』

### 助演女優賞
- ユン・ヨジョン - 『ミナリ』

### アンサンブル・キャスト賞
- 『マ・レイニーのブラックボトム』

### 脚本賞
- チャーリー・カウフマン - 『もう終わりにしよう。』

### 撮影賞
- ジョシュア・ジェームズ・リチャーズ - 『ノマドランド』

### 編集賞
- ロバート・フレイゼン - 『もう終わりにしよう。』

### アニメ映画賞
- 『The Wolf House』

### 外国語映画賞
- 『ラ・ヨローナ 〜彷徨う女〜』 グアテマラ

### ドキュメンタリー映画賞
- 『コレクティブ 国家の嘘』

### 新人映画人賞
- フローリアン・ゼレール - 『ファーザー』

### 音楽賞
- エミール・モッセリ - 『ミナリ』